# Río de la Hoz (vattendrag i Spanien, Kastilien-La Mancha, lat 37,29, long -4,35)
Río de la Hoz är ett vattendrag i Spanien.   Det ligger i regionen Kastilien-La Mancha, i den södra delen av landet, 400 km söder om huvudstaden Madrid.